# بلادي منار الهدى
بلادي منار الهدى هو أنشودة وطنية سعودية، وتم إستبدالها لاحقا بالنشيد الوطني السعودي الحالي سارعي للمجد والعلياء. وهي قصيدة ألفها اللبناني سعيد فياض عام 1975 الموافق 1395 هـ، ولحنها سراج عمر بعد وفاة الملك فيصل بن عبد العزيز آل سعود. في عام 2014، تم إعادة توزيع الموسيقي، وتغيير جودة الصوت، وإعادة تسجيلها بشكل رسمي، ولحنها بعد إعادة التوزيع أمير عبد المجيد وغناها راكان خالد وتم عرض النشيد في اليوم الوطني.